# Errare è umano
Errare è umano (To Hare is Human) è un film del 1956 diretto da Chuck Jones. È un cortometraggio animato della serie Merrie Melodies, prodotto dalla Warner Bros. e uscito negli Stati Uniti il 12 dicembre 1956. I protagonisti del cartone animato sono Bugs Bunny e Willy il Coyote nel loro secondo corto assieme.
Nel 2003 il film fu poi riproposto in Italia sotto il titolo Un coniglio per Willy.

## Trama
Dopo aver installato un ascensore sulla tana di Bugs, Willy (Vile Coyote nel primo doppiaggio) vi entra e ne esce con un sacco contenente il coniglio. Arrivati alla tana del Coyote, questi spiega al suo prigioniero, mentre esce goffamente dal sacco, che lo mangerà per colazione e, vantandosi della sua intelligenza, la mette alla prova facendo ora l'esempio che, con la goffa fuga del coniglio, ora il sacco è vuoto, ma quando Bugs gli dice che così non è, Willy controlla l'interno, venendo colpito da una bomba. Bugs se ne torna a casa e quando Willy lo insegue, non accorgendosi dei due candelotti di dinamite lasciati nell'ascensore, esplode di nuovo, confermando con calma e melanconia che ora dovrà far uso delle maniere cattive.
Willy acquista un potente computer, l'UNIVAC cervello elettronico, dal quale ottenere risposte con cui farla in barba a Bugs.
Notando come Bugs abbia messo una porta blindata con combinazione sulla sua tana, Willy si fa dire da UNIVAC la combinazione. Nella notte, mentre Willy sta per entrare, Bugs piazza una buccia di banana all'entrata sulla quale il coyote scivola finendo in un tubo di scarto che lo fa precipitare giù da un precipizio.
Tramite una telecamera, Willy scopre Bugs fare colazione e, dopo aver interrogato UNIVAC, Willy piazza delle granate nel tostapane, ma quando questi scatta, le granate volano dritto al mittente, esplodendo un'altra volta.
Dopo un'altra domanda a UNIVAC, Willy si mette a sturare con una ventosa la tana di Bugs, ignaro che il coniglio ha posizionato un tubo dall'uscita secondaria alle sue spalle, facendo risucchiare il coyote nella sua stessa ventosa.
Di nuovo su consiglio di UNIVAC, Willy piazza un candelotto di dinamite nell'aspirapolvere di Bugs mentre sta facendo le pulizie, ma questi finisce e butta il sacchetto di polvere (e il candelotto) nel bidone dove si è nascosto Willy.
L'ultimo tentativo di UNIVAC è di fare una trappola presso il campo di carote di Bugs e Willy lega una carota ad un masso sospeso di modo che caschi quando raccolta, ma quando Bugs viene a fare il raccolto, la corda non scatta finché Willy non va a controllare. Mentre il masso cade, Willy torna alla tana a interrogare UNIVAC su cosa fare al riguardo, ma la macchina gli dice di ritornare a incassare il colpo e così fa.
Come l'episodio chiude, Bugs rivela di aver manovrato UNIVAC tutto questo tempo all'insaputa di Willy.

## Distribuzione

### Edizione italiana
Ci sono due doppiaggi italiani per il corto. Il primo venne effettuato negli anni settanta ed usato in VHS. Il secondo venne effettuato nel 2003 ed utilizzato nelle edizioni DVD.

## Edizioni home video
Il cortometraggio è incluso con il primo doppiaggio nella VHS Wile E.Coyote & Road Runner:1 e con il ridoppiaggio nel disco 1 di Looney Tunes Golden Collection:Volume 4 e nel DVD Il Tuo Simpatico Amico Willy Il Coyote.